# 天棓增二
天龍座30，又名BD+50 2468，HD 162579、SAO 30591、HR 6656，是天龍座的一颗恒星，视星等为5.02，位于銀經78.07，銀緯30.3，其B1900.0坐标为赤經17h 46m 41s，赤緯+50° 30.3′ 17″。